# Björn Jakobsson
Björn Mar Jakobsson (* 20. Dezember 1981 in Akureyri) ist ein isländischer Eishockeyspieler, der für Skautafélag Akureyrar in der isländischen Eishockeyliga spielt.

## Karriere
Björn Jakobsson begann seine Karriere als Eishockeyspieler in seiner Geburtsstadt Akureyri beim örtlichen Eishockeyklub, für den er bis heute in der isländischen Eishockeyliga spielt. Mit dem Klub wurde er von 2001 bis 2019 insgesamt 14-mal isländischer Landesmeister.

### International
Im Juniorenbereich spielte Björn Jakobsson für Island bei den U18-D-Europameisterschaften 1997 und 1998 und der U18-Weltmeisterschaft der Europa-Division 2 1999 sowie den U20-D-Weltmeisterschaften 1999 und 2000 und 2001 bei der Qualifikation zur Division III der U20-Weltmeisterschaft.
In der isländischen Herren-Auswahl debütierte Björn Jakobsson bei der D-Weltmeisterschaft 2000. Nach der Umstellung auf das heutige Divisionensystem spielte er 2001, 2002, 2003, 2005, 2007, 2008, 2009, 2010, 2011, 2012, 2013, 2014, 2015, 2018 und 2019 in der Division II. Nach zwischenzeitlichen Abstiegen spielte er 2004 und 2006 in der Division III, wobei jeweils der sofortige Wiederaufstieg gelang. 2012, 2013, 2014 und 2016 wurde er dabei jeweils als bester Spieler der isländischen Mannschaft ausgezeichnet.

## Erfolge und Auszeichnungen
- 2000 Aufstieg in die C-Gruppe bei der D-Weltmeisterschaft
- 2001 Isländischer Meister mit Skautafélag Akureyrar
- 2002 Isländischer Meister mit Skautafélag Akureyrar
- 2003 Isländischer Meister mit Skautafélag Akureyrar
- 2004 Isländischer Meister mit Skautafélag Akureyrar
- 2004 Aufstieg in die Division II bei der Weltmeisterschaft der Division III
- 2005 Isländischer Meister mit Skautafélag Akureyrar
- 2006 Aufstieg in die Division II bei der Weltmeisterschaft der Division III
- 2008 Isländischer Meister mit Skautafélag Akureyrar
- 2010 Isländischer Meister mit Skautafélag Akureyrar
- 2011 Isländischer Meister mit Skautafélag Akureyrar
- 2013 Isländischer Meister mit Skautafélag Akureyrar
- 2014 Isländischer Meister mit Skautafélag Akureyrar
- 2015 Isländischer Meister mit Skautafélag Akureyrar
- 2016 Isländischer Meister mit Skautafélag Akureyrar
- 2018 Isländischer Meister mit Skautafélag Akureyrar
- 2019 Isländischer Meister mit Skautafélag Akureyrar